# Staszkowo
Staszkowo (deutsch Baarwiese) ist ein untergegangener Ort in der polnischen Woiwodschaft Ermland-Masuren. Die Ortsstelle gehört heute zur Ortschaft Stare Jabłonki (Alt Jablonken, 1938 bis 1945 Altfinken) in der Gmina Ostróda (Landgemeinde Osterode in Ostpreußen) im Powiat Ostródzki (Kreis Osterode in Ostpreußen).

## Geographische Lage
Die Ortsstelle Staszkowo liegt am Südzipfel des (Kleinen) Schilling-Sees (polnisch Jezioro Szeląg Mały) im Westen der Woiwodschaft Ermland-Masuren, zehn Kilometer östlich der Kreisstadt Ostróda (deutsch Osterode in Ostpreußen).

## Geschichte
Das einstige Dorf Barwiese (nach 1657 Baarewiese genannt) wurde 1601 erstmals erwähnt. Ein regional bedeutendes Sägewerk lag direkt am Seeufer. Die Landgemeinde Baarwiese kam 1874 zum Amtsbezirk Jablonken (1938 bis 1945 „Amtsbezirk Altfinken“, polnisch Stare Jabłonki) im Kreis Osterode in Ostpreußen, dem sie bis 1945 zugehörte.
Im Jahre 1910 waren in Baarwiese 254 Einwohner gemeldet. Ihre Zahl belief sich 1933 auf 228 und 1939 auf 242.
Mit dem gesamten südlichen Ostpreußen wurde Baarwiese 1945 in Kriegsfolge an Polen überstellt. Das Dorf erhielt die polnische Namensform „Staszkowo“, wurde aber 1997 durch die Eingliederung nach Stare Jabłonki aufgelöst und gilt als aufgegeben.
Stare Jabłonki ist eine Ortschaft im Verbund der Landgemeinde Ostróda im Powiat Ostródzki, bis 1998 der Woiwodschaft Olsztyn, seither der Woiwodschaft Ermland-Masuren zugehörig.

## Kirche
Bis 1945 war Baarwiese in die evangelische Kirche Osterode in Ostpreußen in der Kirchenprovinz Ostpreußen der Kirche der Altpreußischen Union sowie in die römisch-katholische Kirche der Kreisstadt eingepfarrt. Heute regelt sich die kirchliche Zugehörigkeit entsprechend der von  Stare Jabłonki.

## Verkehr
Die Ortsstelle Staszkowo liegt noch im Ortsbereich von Stare Jabłonki an einer Nebenstraße, die bis nach Samagowo (Sabangen) führt.